# West Coast vs. Wessex
West Coast vs. Wessex è uno split album del gruppo musicale statunitense NOFX e del cantante britannico Frank Turner, pubblicato nel 2020.

## Tracce
1. Substitute (NOFX) - 2:45
2. Worse Things Happen at Sea (NOFX) - 3:19
3. Thatcher Fucked the Kids (NOFX) - 3:07
4. Ballad of Me and My Friends (NOFX) - 1:50
5. Glory Hallelujah (NOFX) - 3:27
6. Scavenger Type (Frank Turner) - 1:43
7. Bob (Frank Turner) - 3:08
8. Eat the Meek (Frank Turner) - 3:57
9. Perfect Government (Frank Turner) - 2:26
10. Falling in Love (Frank Turner) - 4:08

## Formazione

### NOFX
- Fat Mike - voce, basso
- El Hefe - chitarra, voce
- Eric Melvin - chitarra, voce
- Erik Sandin - batteria

### Frank Turner & The Sleeping Souls
- Frank Turner - voce, chitarra
- Ben Lloyd - chitarra, voce
- Tarrant Anderson - basso
- Matt Nasir - piano, tastiera, voce
- Nigel Powell - batteria, percussioni, voce

### Altri musicisti
- Tim Brennan - fisarmonica (10)